# Sumiton
La ville de Sumiton est située dans les comtés de Jefferson et Walker, dans l’État d’Alabama, aux États-Unis. Lors du recensement de 2010, elle comptait 2 520 habitants.

## Démographie
| 1950  | 1960  | 1970  | 1980  | 1990  | 2000  | 2010  | - |
| ----- | ----- | ----- | ----- | ----- | ----- | ----- | - |
| 1 334 | 1 287 | 2 374 | 2 815 | 2 604 | 2 665 | 2 520 | - |

## Source
- (en) Cet article est partiellement ou en totalité issu de l’article de Wikipédia en anglais intitulé « Sumiton, Alabama » (voir la liste des auteurs).